# Лескинен, Вяйнё
Вяйнё О́лави Ле́скинен (фин. Väinö Olavi Leskinen; 8 марта 1917, Гельсингфорс — 8 марта 1972, Хельсинки) — финский политик и дипломат; министр иностранных дел Финляндии (1970—1971).

## Биография
Родился 8 марта 1917 года в Гельсингфорсе, в семье рабочего. В юности успешно занимался спортом. В 1937 году на Рабочей Олимпиаде в Антверпене (III Летняя Рабочая Олимпиада) завоевал две золотые медали в плавании брассом. Участник советско-финляндской войны. После её окончания занимал пост генерального секретаря Трудовой спортивной федерации, затем вступил в Социал-демократическую партию. В ходе боёв с советскими войсками в 1941 году стал известен как командир роты пехотного полка 26, так называемой Ässä-Regiments; в августе 1941 года был ранен и больше не вернулся на фронт. Был избран генеральным секретарем Союза братьев по оружию, члены которого впоследствии составили ядро его политической поддержки. Уже тогда нередко подвергался критике за богемный образ жизни.
Принадлежал к антикоммунистическому крылу Социал-демократической партии, с 1944 года являлся секретарем Социал-демократической партии. В 1946 году стал организатором «Борющейся социал-демократии», развернувшей в стране агитационную кампанию против коммунистов. В 1948 году стал участником «пьяного» ДТП, был приговорен к пяти месяцам тюремного заключения без права досрочного освобождения, что сильно ударило по его политической репутации. Отказался от избрания в парламент, но был избран в 1951 году, оставаясь депутатом до 1970 года.
В начале 1950-х назначался министром различных правительств Финляндии:
- 1952—1953 и 1958—1959 гг. — министр социального обеспечения,
- 1954—1955 гг. — министр внутренних дел. Несмотря на его участии в правительствах президента Кекконена, был одним из острейших критиков его политики, как в социально-экономических вопросах, так и в налаживании главой государства добрососедских отношений с СССР.

К конце 1950-х в руководстве социал-демократов развернулась ожесточенная борьба за власть и хотя Лескинен и его сторонники одержали победу, партия раскололась, а сам политик постепенно стал терять своё влияние. В это же время резко ухудшились советско-финские отношения, что в конечном итоге привело к отставке действовавшего на тот момент правительства, а он сам оказался в политической изоляции. В 1960 году он был вновь арестован за вождение в нетрезвом виде и приговорен к пяти месяцам исправительных работ. А в 1963 году новый председатель партии Паасио поставил условием своего избрания то обстоятельство, что Лескинен больше не будет избран в руководство социал-демократов. В этих условиях политик резко меняет свои взгляды и идет на сближение с Советским Союзом и коммунистами Финляндии. В 1966 году он был приглашен в СССР.

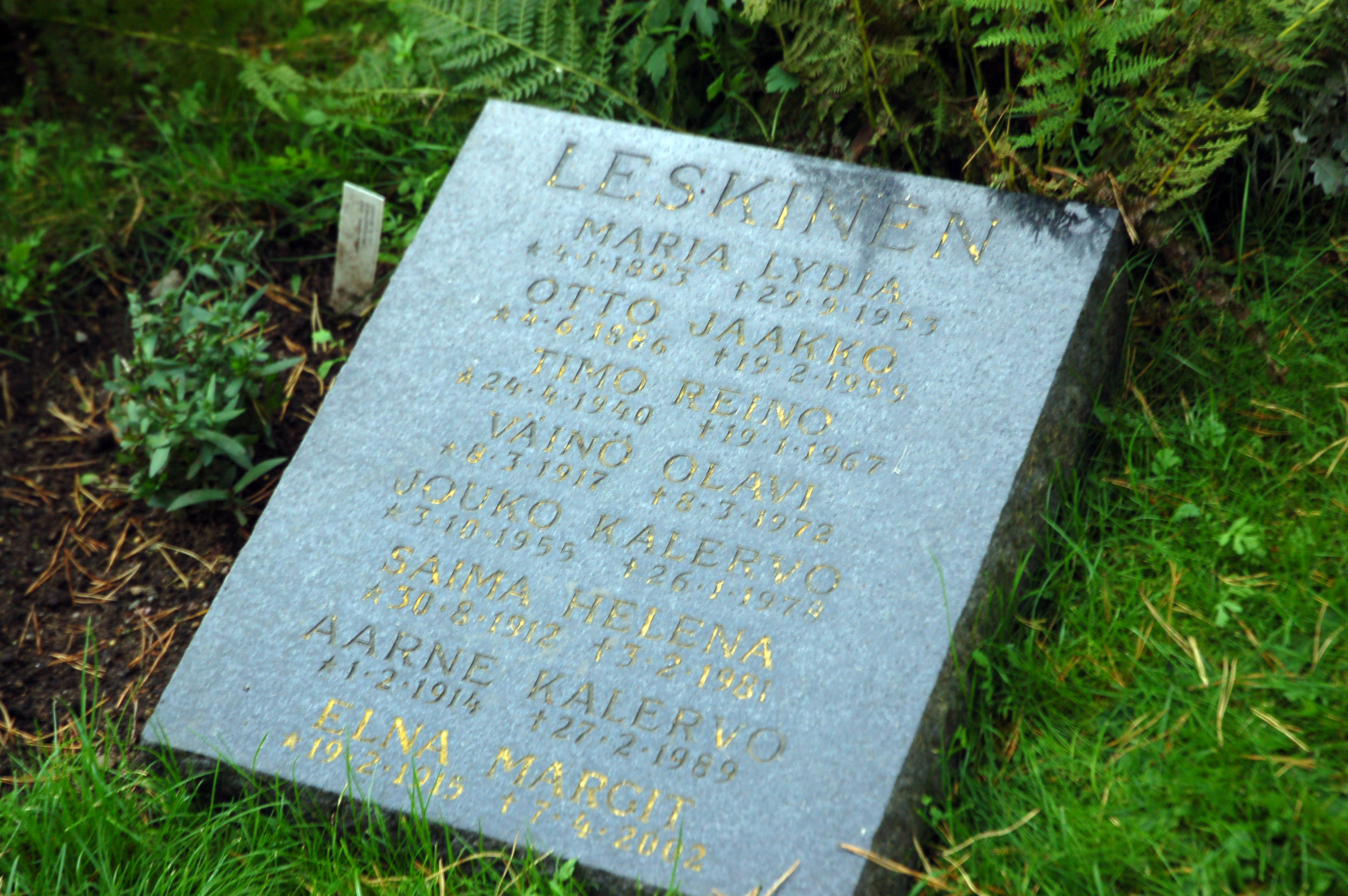

- 1968—1970 гг. — министр экономики. Несмотря на достигнутые успехи, оказался вовлечен в скандал с закупкой советского энергетического оборудования без проведения тендера,
- 1970—1971 гг. — министр иностранных дел Финляндии. На этом посту посетил с официальным визитом Советский Союз и Соединённые Штаты, продлил договор о дружбе с СССР, начал переговоры по ограничению стратегических вооружений и продвижения процесса СБСЕ. Ушел в отставку после падения коалиционного правительства страны.

Скончался 8 марта 1972 года в Хельсинки.